# Amine El Ouazzani
Amine El Ouazzani (in arabo أمين الوزاني‎?; Grenoble, 15 luglio 2001) è un calciatore marocchino, attaccante del Braga.

## Caratteristiche tecniche
È un centravanti.

## Carriera

### Club
El Ouazzani è cresciuto nel settore giovanile del Bourg-en-Bresse ed ha debuttato in prima squadra l'11 settembre 2020 nell'incontro di Championnat National perso 4-0 contro il Red Star. Ha segnato il suo primo gol il 27 febbraio 2021, nel successo casalingo per 2-0 contro il Le Mans.
Il 28 novembre 2022 è stato acquistato dal Guingamp ed in breve tempo si è ritagliato un ruolo da titolare nell'attacco del club rossonero, con cui ha segnato 18 reti in 62 partite nell'arco di una stagione e mezza.
Il 23 giugno 2024 ha firmato un contratto di cinque anni con il Braga, club della prima divisione portoghese.

### Nazionale
Nell'estate del 2023 è stato convocato dal Marocco Under-23 per disputare la Coppa delle nazioni africane Under-23, vinta in finale contro l'Egitto.

## Statistiche

### Presenze e reti nei club
Statistiche aggiornate al 14 febbraio 2025
| Stagione               | Squadra                | Campionato             | Campionato | Campionato | Coppe nazionali | Coppe nazionali | Coppe nazionali | Coppe continentali | Coppe continentali | Coppe continentali | Altre coppe | Altre coppe | Altre coppe | Totale | Totale | Totale |
| Stagione               | Squadra                | Comp                   | Pres       | Reti       | Comp            | Pres            | Reti            | Comp               | Pres               | Reti               | Comp        | Pres        | Reti        | Pres   | Reti   |        |
| ---------------------- | ---------------------- | ---------------------- | ---------- | ---------- | --------------- | --------------- | --------------- | ------------------ | ------------------ | ------------------ | ----------- | ----------- | ----------- | ------ | ------ | ------ |
| 2020-2021              | Bourg-en-Bresse        | N1                     | 19         | 1          | CF              | 0               | 0               | -                  | -                  | -                  | -           | -           | -           | 19     | 1      |        |
| 2021-2022              | Bourg-en-Bresse        | N1                     | 20         | 6          | CF              | 0               | 0               | -                  | -                  | -                  | -           | -           | -           | 20     | 6      |        |
| 2022-gen. 2023         | Bourg-en-Bresse        | N1                     | 12         | 3          | CF              | 0               | 0               | -                  | -                  | -                  | -           | -           | -           | 12     | 3      |        |
| Totale Bourg-en-Bresse | Totale Bourg-en-Bresse | Totale Bourg-en-Bresse | 51         | 10         |                 | 0               | 0               |                    | -                  | -                  |             | -           | -           | 51     | 10     |        |
| gen.-giu. 2023         | Guingamp               | L2                     | 23         | 7          | CF              | 0               | 0               | -                  | -                  | -                  | -           | -           | -           | 23     | 7      |        |
| 2023-2024              | Guingamp               | L2                     | 38         | 11         | CF              | 1               | 0               | -                  | -                  | -                  | -           | -           | -           | 39     | 11     |        |
| Totale Guingamp        | Totale Guingamp        | Totale Guingamp        | 61         | 18         |                 | 1               | 0               |                    | -                  | -                  |             | -           | -           | 62     | 18     |        |
| 2024-2025              | Braga                  | PL                     | 23         | 6          | CP+CdL          | 4+1             | 0               | UEL                | 13                 | 4                  | -           | -           | -           | 41     | 10     |        |
| Totale carriera        | Totale carriera        | Totale carriera        | 135        | 34         |                 | 6               | 0               |                    | 13                 | 4                  |             | -           | -           | 154    | 38     |        |

## Palmarès

### Nazionale
- Coppa delle nazioni africane Under-23: 1

Marocco 2023